# Julia Šimić
Julia Šimić (* 14. Mai 1989 in Nürnberg) ist eine ehemalige deutsche Fußballspielerin und aktuelle -trainerin. Seit Juli 2023 ist sie Co-Trainerin der U-20-Frauenmannschaft von Eintracht Frankfurt.

## Vereinskarriere
Über die Jugendmannschaften Tuspo Fürth, ASV Vach, DJK Eibach spielte sie zuletzt und bis 2005 mit Sondergenehmigung des Deutschen Fußball-Bundes (DFB) beim B-Jugend-Bezirksoberligisten SV 1873 Nürnberg Süd. Am 14. August 2005 (1. Spieltag) krönte sie ihr Bundesliga-Debüt für den FC Bayern München mit dem 1:0-Führungstreffer in der 22. Minute beim 3:2-Sieg im Auswärtsspiel gegen den SC Freiburg. Für den FC Bayern München verwandelte sie am 25. Mai 2006 (21. Spieltag) beim 6:2-Heimsieg über den FFC Brauweiler Pulheim einen Elfmeter (zum 4:2) und erzielte zudem am 26. April 2009 (14. Spieltag) beim 8:1-Heimsieg über den SC 07 Bad Neuenahr und am 2. Mai 2010 (21. Spieltag) beim 4:1-Auswärtssieg über den Hamburger SV jeweils zwei Tore in einem Spiel.
Nachdem sie in der Saison 2011/12 verletzungsbedingt über ein halbes Jahr ausgefallen war, stand sie Ende März gegen den FF USV Jena erstmals wieder im Aufgebot; in der Nachspielzeit schoss sie das 3:1 für München. Doch nur wenige Tage später riss sie sich während eines Trainings erneut das linke Kreuzband und musste abermals für mehrere Monate pausieren.
Am 17. April 2013 unterzeichnete sie einen bis 30. Juni 2015 datierten Vertrag beim Ligakonkurrenten 1. FFC Turbine Potsdam, verließ diesen jedoch bereits Ende 2014 wieder und schloss sich dem amtierenden deutschen Meister VfL Wolfsburg an, bei dem sie einen bis zum 30. Juni 2017 datierten Vertrag unterschrieb. Am 15. Februar 2015 (14. Spieltag) debütierte sie für den Verein beim 5:0-Sieg im Heimspiel gegen Bayer 04 Leverkusen. Mit Einwechslung in der 84. Minute für Vanessa Bernauer kam sie im Finale um den DFB-Pokal zum Einsatz, den sie mit ihrer Mannschaft am 1. Mai 2015 mit 3:0 gegen den 1. FFC Turbine Potsdam gewann.
Nachdem Šimić nach Auslaufen ihres Vertrages im Mai 2017 vom VfL Wolfsburg verabschiedet worden war, unterschrieb sie Ende des Monats beim Ligakonkurrenten SC Freiburg. Nach 18 Spielen für den SC Freiburg in der Saison 2017/18 wechselte sie im Juli nach England in die FA Women’s Super League zu West Ham United. Im August 2020 wurde ihr Wechsel zur AC Mailand bekannt. Am letzten Spieltag der Serie A bestritt sie ihr letztes Profispiel. Damit kommt sie in der italienischen Meisterschaft auf vier Einsätze. Bei der Pokalfinalniederlage der AC Mailand gegen die AS Rom kam sie nicht zum Einsatz.
Am 31. Mai 2021 gab Šimić ihr Karriereende bekannt.

## Nationalmannschaft
Šimić durchlief die Nationalmannschaften der Altersklassen U-15, U-17, U-19 und U-20, bevor sie ihr Debüt in der U-23-Nationalmannschaft am 1. Juli 2009 in Bisham Abbey beim 1:1-Unentschieden gegen die Auswahl Englands gab. Bereits bei ihrem zweiten Einsatz am 13. Juli 2009 in Sarpsborg erzielte sie mit dem 2:1-Siegtreffer in der 31. Minute gegen die Auswahl Schwedens ihr erstes Tor.
Mit der U-19-Nationalmannschaft nahm sie vom 18. bis 29. Juli 2007 an der Europameisterschaft auf Island teil und gelangte nach dem Gruppensieg und dem 4:2-Halbfinal-Sieg (nach Verlängerung) über die Auswahl Frankreichs ins Endspiel, das mit 2:0 nach Verlängerung gegen die Auswahl Englands gewonnen wurde.
Mit der U20-Nationalmannschaft nahm sie vom 20. November bis 7. Dezember 2008 in Chile an der U-20-Weltmeisterschaft teil, erreichte als Gruppenzweiter im weiteren Turnierverlauf das Spiel um den 3. Platz, das mit 5:3 gegen die Auswahl Frankreichs gewonnen wurde.
Am 5. September 2011 wurde sie erstmals in den Kader der A-Nationalmannschaft berufen, erlitt jedoch nur wenige Tage später während eines Trainings einen Kreuzbandriss im linken Knie.
Ihr erstes Länderspiel absolvierte sie am 22. Oktober 2016 in Regensburg beim 4:2-Sieg der A-Nationalmannschaft gegen die Auswahl Österreichs, als sie in der 76. Minute für Dzsenifer Marozsán eingewechselt wurde.

## Karriere als Trainerin
Seit dem 1. Juli 2023 war Julia Šimić bei Eintracht Frankfurt Co-Trainerin der U-20-Mannschaft und assistierte dort Friederike Kromp, mit der sie bereits in der U-16- und U-17-Nationalmannschaft zusammengearbeitet hatte. Zur Saison 2025/26 ist sie Cheftrainerin der U-20.

## Erfolge

### Nationalmannschaft
- Dritte der U-20-Weltmeisterschaft der Frauen 2008
- U-19-Europameisterin der Frauen 2007

### Vereine
- Vize-Meisterin: 2009 (mit dem FC Bayern München)
- Bundesliga-Cup-Sieger: 2011 (mit dem FC Bayern München)
- DFB-Pokal-Siegerin (4): 2012 (mit dem FC Bayern München), 2015, 2016, 2017 (mit dem VfL Wolfsburg)
- DFB-Hallenpokalsiegerin: 2014 (mit dem 1. FFC Turbine Potsdam)
- Deutsche Meisterin: 2017  (mit dem VfL Wolfsburg)

## Sonstiges
Šimićs Mutter ist Kroatin, ihr Vater ist Deutscher.
Die von den „Ich spiele Fußball“-Plakaten des Deutschen Fußball-Bundes bekannte Šimić wurde 2006 von den Fans des FC Bayern München zur „Spielerin der Saison 2005/06“ und per Abstimmung auf der Vereinsseite zur „FCB-Frauenfußballerin der Hinrunde der Saison 2006/07“ der 1. Mannschaft gewählt.
Aus Anlass der in Deutschland stattfindenden Fußball-Weltmeisterschaft der Frauen 2011 griff das deutsche Playboy-Magazin das Thema auf und lichtete in der Juli-Ausgabe Julia Šimić neben den Spielerinnen Annika Doppler, Ivana Rudelić, Kristina Gessat und Selina Wagner ab.
Seit Oktober 2021 gehört Šimić, zusammen mit ihren ehemaligen Nationalmannschaftskolleginnen Verena Schweers und Lena Lotzen sowie Kommentatorin Ann-Sophie Kimmel, zum UEFA-Women’s-Champions-League-Team von DAZN. Zudem ist Šimić seit März 2022 Expertin und Co-Kommentatorin bei Freitags-Fußball-Bundesliga-Spielen des Streaming-Dienstes DAZN.
Darüber hinaus ist sie auch unregelmäßig als Expertin bei Sky bei den Topspielen am Samstag, an der Seite von Moderator Sebastian Hellmann und Lothar Matthäus, tätig.